# A7 (Frankrijk)
De Franse autosnelweg A7, voluit Autoroute 7 ligt in het verlengde van de M7 en verbindt Lyon met Marseille. De A7 is het zuidelijke deel van de Autoroute du Soleil (snelweg van de zon).
De A7 is 302,5 km lang en maakt deel uit van Europese routes E15, E80 en E714. De A7 loopt grotendeels in de vallei van de Rhône.
Tot 2020 waren de A6 en de A7 met mekaar verbonden in het centrum van Lyon. In 2020 werden de 16 km lange delen van de A6 en A7 door Lyon die in 2017 werden gedegradeerd van snelwegen tot een stedelijke boulevard hernoemd tot M6 en M7 (metropolitane weg 6 en 7).

## Tolstations
- Péage de Vienne
- Péage de Lançon de Provence

## Verkeersdrukte
De snelweg is gedurende het hele jaar overbelast. De A7 is de belangrijkste doorgangsroute tussen Noord-Frankrijk, de Benelux-landen en Duitsland enerzijds en het Middellandse Zeegebied en Spanje anderzijds. De drukte bestaat deels uit lokaal verkeer wat rond de grote steden van de regio zoals Lyon, Vienne, Valence, Orange en Avignon van de A7 gebruikmaakt.
Op de zwarte zaterdagen in de zomervakantie is de A7 berucht om zijn monsterfiles. Die reiken dan regelmatig over tientallen kilometers.

## Trivia
In het departement Bouches-du-Rhône lift tussen Rognac en Les Pennes-Mirabeau de D113 een paar kilometer mee op deze snelweg.